# Kreuzbach (Strudelbach)
Der Kreuzbach, im Oberlauf zunächst Hagenbach und dann Grenzbach genannt, ist ein 21 km langer, orografisch linker Nebenfluss des Strudelbachs in Baden-Württemberg, Deutschland.

## Geographie

### Verlauf
Der Bach entspringt als Hegenbach im Wald westlich von Wimsheim auf einer Höhe von 475 m ü. NHN beim sogenannten Waldschlösschen. Er läuft etwa ostwärts auf Wimsheim zu und wird etwa ab der Ortsgrenze Grenzbach genannt. In nordöstliche Richtung durchfließt er Wimsheim und Mönsheim und erreicht Iptingen, ab dessen Ortsrand er Kreuzbach genannt wird. Nun in nördliche bis nordöstliche Richtungen fließend, erreicht der Kreuzbach nach etwa 3 km den 329 m hohen Sonnenberg, um den er an der Westseite zieht. Anschließend wendet sich der Lauf des Kreuzbaches etwas östlich von Großglattbach nach Osten. An der Wende mündet noch im Norden des Sonnenbergs der von Westen kommende Glattbach. Weiter in östliche Richtungen fließend, passiert der Bach Aurich und mündet schließlich im Süden von Enzweihingen in den Strudelbach.
Bei einem Höhenunterschied von 265 Höhenmeter beträgt das mittlere Sohlgefälle etwa 12 ‰. Sein 71,7 km² großes Einzugsgebiet entwässert über Strudelbach und dann Enz, Neckar und Rhein zur Nordsee.

### Zuflüsse
Liste der Zuflüsse von der Quelle zur Mündung. Gewässerlänge, Einzugsgebiet und Höhe nach den entsprechenden Layern auf der Onlinekarte der LUBW. Andere Quellen für die Angaben sind vermerkt.
Auswahl.
- (Bach aus dem Bärental), von links und Nordwesten gegenüber Mönsheim-Lerchenhof, ca. 0,8 km[LUBW 5] und ca. 0,7 km²[LUBW 6]
- Gurrlegraben, von links und Nordwesten am Ortsanfang von Mönsheim, 1,0 km und 5,6 km²
- Entenbach, von rechts und Südosten in Mönsheim, 1,2 km und 5,4 km²
- (Bach aus dem Täle), von links und Westsüdwesten in Wiernsheim-Iptingen, ca. 1,5 km[LUBW 5] und ca. 2,4 km².[LUBW 6] Unbeständig, Weggraben, zuletzt verdolt.
- Glattbach, von links und Westen etwas östlich von Mühlacker-Großglattbach, 8,2 km und 22,2 km²

### LUBW
Amtliche Online-Gewässerkarte mit passendem Ausschnitt und den hier benutzten Layern: Lauf und Einzugsgebiet des Kreuzbachs

Allgemeiner Einstieg ohne Voreinstellungen und Layer: Daten- und Kartendienst der Landesanstalt für Umwelt Baden-Württemberg (LUBW) (Hinweise)
1. 1 2 3  Höhe nach dem Höhenlinienbild auf dem Hintergrundlayer Topographische Karte.
2. 1 2  Länge nach dem Layer Gewässernetz (AWGN).
3. ↑  Einzugsgebiet aufsummiert aus den Teileinzugsgebieten nach dem Layer Basiseinzugsgebiet (AWGN).
4. ↑  Einzugsgebiet nach dem Layer Basiseinzugsgebiet (AWGN).
5. 1 2  Länge abgemessen auf dem Hintergrundlayer Topographische Karte.
6. 1 2  Einzugsgebiet abgemessen auf dem Hintergrundlayer Topographische Karte.

### Andere Belege
1. ↑  Friedrich Huttenlocher, Hansjörg Dongus: Geographische Landesaufnahme: Die naturräumlichen Einheiten auf Blatt 170 Stuttgart. Bundesanstalt für Landeskunde, Bad Godesberg 1949, überarbeitet 1967. → Online-Karte (PDF; 4,0 MB)